# Нове Мястечко (гміна)
Гміна Нове Мястечко (пол. Gmina Nowe Miasteczko) — місько-сільська гміна у північно-західній Польщі. Належить до Новосольського повіту Любуського воєводства.
Станом на 31 грудня 2011 у гміні проживало 5581 особа.

## Площа
Згідно з даними за 2007 рік площа гміни становила 77.18 км², у тому числі:
- орні землі: 71.00%
- ліси: 18.00%

Таким чином, площа гміни становить 10.02% площі повіту.

## Населення
Станом на 31 грудня 2011:
| Опис     | Загалом | Загалом | Чоловіки | Чоловіки | Жінки | Жінки |
| -------- | ------- | ------- | -------- | -------- | ----- | ----- |
| одиниця  | осіб    | %       | осіб     | %        | осіб  | %     |
| все      | 5581    | 100     | 2761     | 49.47    | 2820  | 50.53 |
| міське   | 2885    | 100     | 1413     | 48.98    | 1472  | 51.02 |
| сільське | 2696    | 100     | 1348     | 50.00    | 1348  | 50.00 |

## Сусідні гміни
Гміна Нове Мястечко межує з такими гмінами: Битом-Оджанський, Кожухув, Неґославіце, Нова Суль, Шпротава.